# الأحايوة غرب
قرية الأحايوة غرب هي إحدى القري التابعة لمركز العسيرات بمحافظة سوهاج في جمهورية مصر العربية. حسب إحصاءات سنة 2006، بلغ إجمالي السكان في الأحايوة غرب 10937 نسمة، منهم 5318 رجل و5619 امرأة.